# Marie Catherine Kasper
Pour les articles homonymes, voir Kasper.
Marie Catherine Kasper, née le 26 mai 1820 à Dernbach et morte dans cette même ville le 2 février 1898, était une religieuse catholique allemande, qui œuvra pour soulager les diverses formes de misères de l'époque et fonda dans ce sens la congrégation des Pauvres servantes de Jésus-Christ. Elle est vénérée comme sainte par l'Église catholique.

## Biographie
Catherine Kasper naît dans une modeste famille d'agriculteurs où la vie est rude. Elle fréquente rarement l'école et doit travailler aux champs pour aider sa famille. Sa jeunesse est faite de nombreuses privations, qu'elle parvient à surmonter grâce à la foi chrétienne qu'on lui inculque depuis l'enfance. En 1842, son père puis son frère meurent et laisse le reste de la famille sans ressources et avec d'importantes difficultés financières, au point qu'on est obligé de vendre la maison. Catherine doit remettre à plus tard son grand désir de devenir religieuse, car elle doit encore une fois travailler pour subvenir aux besoins de sa famille. Après la mort de sa mère, Catherine et quelques compagnes s'établissent dans une pauvre maison où elles vivent en communauté et partagent leur quotidien entre le travail, la prière et les œuvres de charité. C'est à partir de cette petite association que partira la congrégation des Pauvres servantes de Jésus-Christ. 
Malgré de nombreuses difficultés, les vocations ne manquent pas et la jeune congrégation s'étend. Marie Catherine Kasper, qui a elle-même fait l'expérience d'une grande pauvreté, à cœur de soulager les misères de son époque, de venir en aide aux plus pauvres, à ceux qui sont sans ressources, aux malades qui ne peuvent se soigner et aux orphelins. Dans le même temps, elle et ses religieuses travaillent à soulager les misères morales de ces personnes et à leur enseigner les rudiments de la vie chrétienne. Un asile, un orphelinat et une école sont créés. Toutefois, le Kulturkampf dans les années 1870 causèrent de nombreuses difficultés à l'œuvre, que Mère Kasper dut affronter pour pouvoir continuer son travail. Elle sera réélue 5 fois consécutivement pour être la supérieure générale de la congrégation, charge qu'elle exerça jusqu'à sa mort. 
Sous son impulsion, la congrégation s'étend aux Pays-Bas, au Royaume-Uni et notamment aux États-Unis où les Pauvres Servantes de Jésus-Christ seront très présentes dans les milieux défavorisés. Elles sont aujourd'hui plus de 3 000 répandues en Europe, en Amérique, en Afrique et en Inde. Le succès de la congrégation s'explique en grande partie par le travail réalisé par Mère Kasper, et notamment par son attachement à une bonne formation pour ses religieuses. Elle vécut pauvrement et discrètement dans la maison mère de Dernbach, jusqu'à sa mort survenue le 2 février 1898.

## Béatification et canonisation

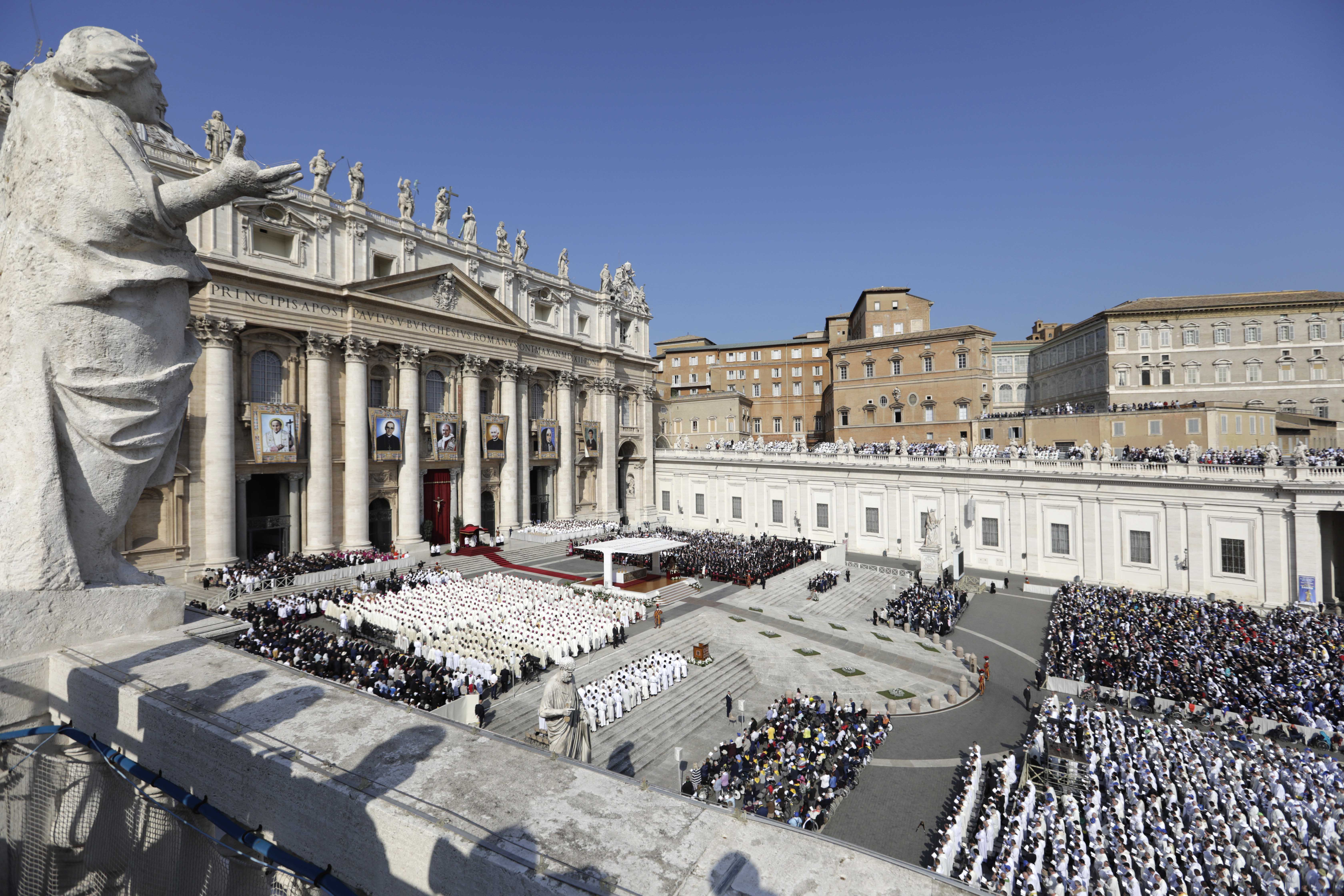
Ceremonie de canonisation à Rome, le 14 octobre 2018.

Marie Catherine Kasper est proclamée bienheureuse le 16 avril 1978 à Rome par le pape Paul VI.
Le 6 mars 2018, le pape François signe le décret de canonisation à la suite de la reconnaissance d'un second miracle qui aurait été obtenu par son intercession, indispensable pour être proclamée sainte. La cérémonie se déroule le 14 octobre 2018, célébrée à Rome, durant le synode des jeunes, par le pape François.